# Mhaydseh
Mhaydse (arabe : محيدثة) est un village libanais situé tout près de Bikfaya, dans le district du Metn au Mont-Liban au Liban. La population est presque exclusivement chrétienne, à majorité maronite et grec-orthodoxe.